# Makuráp
Le makuráp (ou makurap) est une langue tupi parlée au Brésil dans l'État de Rondônia dans le poste indigène de Guaporé. La population de ce poste est multi-ethnique, une situation qui accélère le déclin des diverses langues indigènes au profit du portugais. En 1990, seuls 45 des 75 Makuráp parlaient la langue.
La langue est menacée.

## Classification
Le makuráp fait partie de la famille des langues tupari, une des branches des langues tupi.

## Phonologie

### Voyelles
|         | Antérieure  | Centrale    | Postérieure |
| ------- | ----------- | ----------- | ----------- |
| Fermée  | i [i] ĩ [ĩ] | ɨ [ɨ] ɨ̃ [ɨ̃] |             |
| Moyenne | e [e] ẽ [ẽ] |             | o [o] õ [õ] |
| Ouverte |             | a [a]       |             |

### Consonnes
|               |               | Bilabiale | Dentale | Palatale | Vélaire |
| ------------- | ------------- | --------- | ------- | -------- | ------- |
| Occlusives    | Occlusives    | p [p]     | t [t]   |          | k [k]   |
| Affriquées    | Affriquées    |           |         | tʃ [t͡ʃ]  |         |
| Nasales       | Nasales       | m [m]     | n [n]   |          | ŋ [ŋ]   |
| Liquides      | Liquides      |           | r [ɾ]   |          |         |
| Semi-voyelles | Semi-voyelles | w [w]     |         | y [j]    |         |